# Mary Robinette Kowal
Mary Robinette Kowal (Raleigh, Észak-Karolina, 1969. február 8. –) amerikai sci-fi-szerző.

## Élete
Bábművészként is dolgozik több tévésorozatban.

## Munkássága
Első novellája a The First Life magazinban jelent meg 2004-ben. Rendszeresen publikál nyomtatott és online kiadványokban.

## Magyarul
- Tünékeny illúziók. Bűbájoló történet; ford. Szántai Zsolt; I. P. C., Bp., 2013 (I. P. C. könyvek)
- Üvegbűbáj. Bűbájoló történet; ford. Szántai Zsolt; I. P. C., Bp., 2014 (I. P. C. könyvek)
- Sosemvolt nyár. Bűbájoló történet; ford. Szántai Zsolt; I. P. C., Bp., 2015 (I. P. C. könyvek)

## Díjak
- 2008-ban a legjobb új szerző John W. Campbell-díj
- 2009-ben Hugo-díj jelölés a legjobb novella kategóriában: Evil Robot Monkey (A gonosz robotmajom)